# كلة ني (مقاطعة دورة)
كلة ني (بالفارسية: کله نی) هي قرية تقع في قسم دورة الريفي (مقاطعة دورة) في إيران. يقدر عدد سكانها بـ 458 نسمة .